# Juan de Castro y Ramírez
Juan de Castro y Ramírez de Cartagena (Sevilla, 1566-Guadalajara, Nueva Galicia, ? ), magistrado y funcionario colonial andaluz que ocupó importantes cargos políticos y académicos en la América hispana. Rector de la Universidad de San Marcos.

## Biografía
Fueron sus padres Alonso de Castro, secretario de la Audiencia de Sevilla y luego escribano mayor de gobernación del Perú, y Antonia Ramírez de Cartagena. De temprana edad pasó a Lima (1572), donde luego de terminar sus estudios, obtuvo el grado de Bachiller en Cánones en la Universidad limeña, desempeñándose como pasante. De regreso a España, obtuvo los grados de Licenciado y Doctor en Leyes y Cánones en la Universidad de Sigüenza.
Nombrado auditor de la Armada del Mar del Sur y del Callao (1590), regresó al Perú pero no pudo ejercer sus funciones al haber sido desarmadas las galeras. Recibido como abogado ante la Real Audiencia, se dedicó a la docencia como sustituto de la cátedra de Prima de Cánones (1592-1593). Designado corregidor de Loja y Zamora, y alcalde mayor de las minas de Zaruma (1594), se le hizo un juicio de residencia antes de concluir su mandato, aunque quedó absuelto de todos los cargos. Nombrado relator de la Real Audiencia de Lima (1599), fue elegido rector sanmarquino (1607) y durante su gestión solicitó el aumento de rentas para el claustro por medio de los repartimientos de indios vacos.
Fue nombrado procurador de la Universidad ante la corte de Madrid (1612), obteniendo en una real cédula disposiciones sobre los privilegios de los rectores y la conclusión del litigio con los jesuitas sobre el derecho de los alumnos a escuchar las lecciones de Artes y Teología en el Colegio de la Compañía. Finalmente, se le otorgó el cargo de fiscal de la Real Audiencia de Guadalajara (1618), donde falleció.
Contrajo nupcias con Antonia de la Cerda, hija del extremeño Gonzalo Núñez de la Cerda, oidor de la Real Audiencia de Panamá.
| Predecesor: Lorenzo Estupiñán de Figueroa | Corregidor de Loja 1594 - 1595                     | Sucesor: Cristóbal Núñez de Bonilla |
| Predecesor: Juan Díaz de Aguilar          | Rector de la Universidad de San Marcos 1607 - 1608 | Sucesor: Fernando de Guzmán         |